# Ehrlich
Ehrlich az Amerikai Egyesült Államok északnyugati részén, Washington állam Skagit megyéjében elhelyezkedő kísértetváros.
Ehrlich postahivatala 1896 és 1915 között működött. A település névadója F. O. Ehrlich gyártulajdonos.

## Fordítás
- Ez a szócikk részben vagy egészben  az   Ehrlich, Washington című angol Wikipédia-szócikk ezen változatának fordításán alapul.  Az eredeti cikk szerkesztőit annak laptörténete sorolja fel. Ez a jelzés csupán a megfogalmazás eredetét és a szerzői jogokat jelzi, nem szolgál a cikkben szereplő információk forrásmegjelöléseként.